# Élections municipales de 2009 à Laval
Les élections municipales de 2009 à Laval se sont déroulées le 1er novembre 2009.

## Résultats[1]

### Mairie
- Maire sortant : Gilles Vaillancourt

| Parti                             | Parti                             | Candidats                         | Voix    | %     |
| --------------------------------- | --------------------------------- | --------------------------------- | ------- | ----- |
|                                   | PRO des Lavallois                 | Gilles Vaillancourt               | 60 045  | 61,29 |
|                                   | Mouvement lavallois               | Lydia Aboulian                    | 22 179  | 22,64 |
|                                   | Parti au service du citoyen       | Robert Bordeleau                  | 14 577  | 14,88 |
|                                   | Indépendant                       | Régent Millette                   | 682     | 0,70  |
|                                   | Indépendant                       | Rick Blatter                      | 482     | 0,49  |
|                                   |                                   |                                   |         |       |
| Votes valides                     | Votes valides                     | Votes valides                     | 97 965  | 97,59 |
| Bulletins rejetés                 | Bulletins rejetés                 | Bulletins rejetés                 | 2 422   | 2,41  |
| Total                             | Total                             | Total                             | 100 387 | 100   |
| Abstention                        | Abstention                        | Abstention                        | 180 876 | 64,31 |
| Nombre d'inscrits / participation | Nombre d'inscrits / participation | Nombre d'inscrits / participation | 281 263 | 35,69 |

### Districts électoraux

#### Résumé
| Parti                             | Parti                             | Candidats                         | Voix    | %     | Sièges |
| --------------------------------- | --------------------------------- | --------------------------------- | ------- | ----- | ------ |
|                                   | PRO des Lavallois                 | 21                                | 62 147  | 63,90 | 21     |
|                                   | Mouvement lavallois               | 20                                | 22 579  | 23,21 | 0      |
|                                   | Parti au service du citoyen       | 14                                | 10 632  | 10,93 | 0      |
|                                   | Indépendants                      | 3                                 | 1 906   | 1,96  | 0      |
|                                   |                                   |                                   |         |       |        |
| Votes valides                     | Votes valides                     | Votes valides                     | 97 264  | 96,89 |        |
| Bulletins rejetés                 | Bulletins rejetés                 | Bulletins rejetés                 | 3 123   | 3,11  |        |
| Total                             | Total                             | Total                             | 100 387 | 100   | 21     |
| Abstention                        | Abstention                        | Abstention                        | 180 876 | 64,31 |        |
| Nombre d'inscrits / participation | Nombre d'inscrits / participation | Nombre d'inscrits / participation | 281 263 | 35,69 |        |

#### Résultats individuels
| Candidat | Candidat                  | Parti                       | Voix  | %    |
| -------- | ------------------------- | --------------------------- | ----- | ---- |
|          | Jacques St-Jean (Sortant) | PRO des Lavallois           | 3 132 | 65,9 |
|          | Danielle Guillaume        | Mouvement lavallois         | 822   | 17,3 |
|          | Vladimir Létang           | Parti au service du citoyen | 535   | 11,3 |
|          | Christian Lajoie          | Indépendant                 | 176   | 3,7  |
|          | Franklin Valois           | Indépendant                 | 90    | 1,9  |
| Total    | Total                     | Total                       | 4 755 | 100% |

| Candidat | Candidat                   | Parti               | Voix  | %    |
| -------- | -------------------------- | ------------------- | ----- | ---- |
|          | Sylvie Clermont (Sortante) | PRO des Lavallois   | 3 494 | 75,1 |
|          | Alain Boucher              | Mouvement lavallois | 1 157 | 24,9 |
| Total    | Total                      | Total               | 4 651 | 100% |

| Candidat | Candidat                      | Parti               | Voix  | %    |
| -------- | ----------------------------- | ------------------- | ----- | ---- |
|          | Madeleine Sollazzo (Sortante) | PRO des Lavallois   | 2 806 | 62,6 |
|          | Tristan Desjardins Drouin     | Mouvement lavallois | 1 673 | 37,4 |
| Total    | Total                         | Total               | 4 479 | 100% |

| Candidat | Candidat                             | Parti               | Voix  | %    |
| -------- | ------------------------------------ | ------------------- | ----- | ---- |
|          | Michèle Des Trois Maisons (Sortante) | PRO des Lavallois   | 2 972 | 65,3 |
|          | Benoit Fauteux                       | Mouvement lavallois | 1 582 | 34,7 |
| Total    | Total                                | Total               | 4 554 | 100% |

| Candidat | Candidat                   | Parti                       | Voix  | %    |
| -------- | -------------------------- | --------------------------- | ----- | ---- |
|          | Francine Légaré (Sortante) | PRO des Lavallois           | 2 532 | 66,6 |
|          | Thérèse Duarte             | Parti au service du citoyen | 647   | 17,0 |
|          | Jocelyne Frédéric-Gauthier | Mouvement lavallois         | 624   | 16,4 |
| Total    | Total                      | Total                       | 3 803 | 100% |

| Candidat | Candidat              | Parti                       | Voix  | %    |
| -------- | --------------------- | --------------------------- | ----- | ---- |
|          | Claire LeBel          | PRO des Lavallois           | 2 387 | 58,0 |
|          | Anne Renaud-Deschênes | Parti au service du citoyen | 871   | 21,2 |
|          | Sophie Deslauriers    | Mouvement lavallois         | 855   | 20,8 |
| Total    | Total                 | Total                       | 4 113 | 100% |

| Candidat | Candidat                | Parti                       | Voix  | %    |
| -------- | ----------------------- | --------------------------- | ----- | ---- |
|          | Benoît Fradet (Sortant) | PRO des Lavallois           | 3 159 | 71,9 |
|          | Jose Onofre             | Parti au service du citoyen | 727   | 16,5 |
|          | Antonio Spada           | Mouvement lavallois         | 507   | 11,5 |
| Total    | Total                   | Total                       | 4 393 | 100% |

| Candidat | Candidat                | Parti                       | Voix  | %    |
| -------- | ----------------------- | --------------------------- | ----- | ---- |
|          | Norman Girard (Sortant) | PRO des Lavallois           | 3 267 | 64,2 |
|          | Danielle Soucy          | Parti au service du citoyen | 1 186 | 23,3 |
|          | Walter Peruz            | Mouvement lavallois         | 636   | 12,5 |
| Total    | Total                   | Total                       | 5 089 | 100% |

| Candidat | Candidat                 | Parti                       | Voix  | %    |
| -------- | ------------------------ | --------------------------- | ----- | ---- |
|          | Yvon Martineau (Sortant) | PRO des Lavallois           | 2 554 | 47,2 |
|          | David De Cotis           | Mouvement lavallois         | 2 226 | 41,2 |
|          | Tanya Onofre             | Parti au service du citoyen | 626   | 11,6 |
| Total    | Total                    | Total                       | 5 406 | 100% |

| Candidat | Candidat                       | Parti                       | Voix  | %    |
| -------- | ------------------------------ | --------------------------- | ----- | ---- |
|          | Lucie Hill Larocque (Sortante) | PRO des Lavallois           | 3 294 | 59,9 |
|          | Alexandre Foisy                | Mouvement lavallois         | 1 550 | 28,2 |
|          | Eve Thibault                   | Parti au service du citoyen | 655   | 11,9 |
| Total    | Total                          | Total                       | 5 499 | 100% |

| Candidat | Candidat                 | Parti                       | Voix  | %    |
| -------- | ------------------------ | --------------------------- | ----- | ---- |
|          | Ginette Grisé (Sortante) | PRO des Lavallois           | 2 799 | 62,6 |
|          | Lucile Martin Bordeleau  | Parti au service du citoyen | 929   | 20,8 |
|          | Claude Théberge          | Mouvement lavallois         | 742   | 16,6 |
| Total    | Total                    | Total                       | 4 470 | 100% |

| Candidat | Candidat                    | Parti                       | Voix  | %    |
| -------- | --------------------------- | --------------------------- | ----- | ---- |
|          | Jocelyne Guertin (Sortante) | PRO des Lavallois           | 3 961 | 78,8 |
|          | Virginie Dufour             | Mouvement lavallois         | 649   | 12,9 |
|          | Patricia Sepulveda          | Parti au service du citoyen | 417   | 8,3  |
| Total    | Total                       | Total                       | 5 027 | 100% |

| Candidat | Candidat                           | Parti               | Voix  | %    |
| -------- | ---------------------------------- | ------------------- | ----- | ---- |
|          | Ginette Legault Bernier (Sortante) | PRO des Lavallois   | 3 048 | 74,4 |
|          | Nikki Petropoulos                  | Mouvement lavallois | 1 047 | 25,6 |
| Total    | Total                              | Total               | 4 095 | 100% |

| Candidat | Candidat                      | Parti                       | Voix  | %    |
| -------- | ----------------------------- | --------------------------- | ----- | ---- |
|          | Basile Angelopoulos (Sortant) | PRO des Lavallois           | 3 335 | 84,9 |
|          | Noémia Onofre De Lima         | Parti au service du citoyen | 326   | 8,3  |
|          | Karla Osorio                  | Mouvement lavallois         | 268   | 6,8  |
| Total    | Total                         | Total                       | 3 929 | 100% |

| Candidat | Candidat                      | Parti             | Voix  | %    |
| -------- | ----------------------------- | ----------------- | ----- | ---- |
|          | Alexandre Duplessis (Sortant) | PRO des Lavallois | 2 322 | 58,6 |
|          | Manuel Botelho                | Indépendant       | 1 640 | 41,4 |
| Total    | Total                         | Total             | 3 962 | 100% |

| Candidat | Candidat                 | Parti                       | Voix  | %    |
| -------- | ------------------------ | --------------------------- | ----- | ---- |
|          | Pierre Cléroux (Sortant) | PRO des Lavallois           | 2 807 | 62,0 |
|          | Jean Habel               | Mouvement lavallois         | 863   | 19,0 |
|          | Anita De Lima            | Parti au service du citoyen | 861   | 19,0 |
| Total    | Total                    | Total                       | 4 531 | 100% |

| Candidat | Candidat                      | Parti                       | Voix  | %    |
| -------- | ----------------------------- | --------------------------- | ----- | ---- |
|          | Jean-Jacques Beldié (Sortant) | PRO des Lavallois           | 2 365 | 52,5 |
|          | Isabelle Piché                | Mouvement lavallois         | 1 737 | 38,6 |
|          | Rezak Belaid                  | Parti au service du citoyen | 403   | 8,9  |
| Total    | Total                         | Total                       | 4 505 | 100% |

| Candidat | Candidat         | Parti               | Voix  | %    |
| -------- | ---------------- | ------------------- | ----- | ---- |
|          | France Dubreuil  | PRO des Lavallois   | 2 956 | 66,2 |
|          | Emilio Migliozzi | Mouvement lavallois | 1 511 | 33,8 |
| Total    | Total            | Total               | 4 467 | 100% |

| Candidat | Candidat               | Parti                       | Voix  | %    |
| -------- | ---------------------- | --------------------------- | ----- | ---- |
|          | Yvon Bromley (Sortant) | PRO des Lavallois           | 2 734 | 62,0 |
|          | Kevin Christo Lefebvre | Parti au service du citoyen | 940   | 21,3 |
|          | James Lee Bissi        | Mouvement lavallois         | 738   | 16,7 |
| Total    | Total                  | Total                       | 4 412 | 100% |

| Candidat | Candidat           | Parti                       | Voix  | %    |
| -------- | ------------------ | --------------------------- | ----- | ---- |
|          | Martine Beaugrand  | PRO des Lavallois           | 3 027 | 54,4 |
|          | Sophie Hébert      | Parti au service du citoyen | 1 509 | 27,1 |
|          | Isabelle Chumpitaz | Mouvement lavallois         | 1 031 | 18,5 |
| Total    | Total              | Total                       | 5 567 | 100% |

| Candidat | Candidat                  | Parti               | Voix  | %    |
| -------- | ------------------------- | ------------------- | ----- | ---- |
|          | Denis Robillard (Sortant) | PRO des Lavallois   | 3 196 | 57,5 |
|          | Jean-François Paquet      | Mouvement lavallois | 2 361 | 42,5 |
| Total    | Total                     | Total               | 5 557 | 100% |